# Christoph Friedrich Otto
Christoph Friedrich Otto (Schneeberg, 4 dicembre 1783 – Berlino, 7 dicembre 1856) è stato un botanico e giardiniere tedesco.

## Biografia
Dal 1805 fino al 1843 Otto fu Ispettore dell'Orto botanico di Berlino.
Assieme a Albert Gottfried Dietrich, tra il 1833 e il 1856, fu editore della rivista di giardinaggio Allgemeinen Gartenzeitung.

## Opere principali
- Abbildung der fremden in Deutschland ausdauernden Holzarten, 1819–1830 (scritta insieme a Friedrich Guimpel e Friedrich Gottlob Hayne)
- Abbildungen auserlesener Gewächse des königlichen botanischen Gartens, 1820–1828 (scritta insieme a Heinrich Friedrich Link)
- Abbildungen neuer und seltener Gewächse …, 1828–1831 (scritta insieme a Heinrich Friedrich Link)
- Abbildung und Beschreibung blühender Cacteen, 1838–1850 (scritta insieme a Ludwig Georg Karl Pfeiffer)
- Abbildungen seltener Pflanzen des Königlichen botanischen Gartens …, 1840–1844 (scritta insieme a Heinrich Friedrich Link)

## Onorificenze
Il genere di piante Ottoa H.B.K. è stato così denominato in suo onore.